# Uhha-Ziti
Uhha-Ziti fue el último rey independiente de Arzawa h. 1330-1320/1319 a. C.
Uhha-Ziti tuvo dos hijos, Piyama-Kurunta y Tapalazunawali, quienes tuvieron edad de luchar hacia el 1322 a. C.
El rey hitita Mursili II inició su reinado combatiendo a los kaskas del noreste de Anatolia, cerca de la Cólquida, y al reino de Palhuissa que quedaron pacificados en el segundo año de su reinado.
En la primavera de 1322 a. C. marchó desde Ankuwa hasta Attarimma, Hursanassa y Suruda, cuyos reyes huyeron a Arzawa. Mursili pidió a Uhha-Ziti que se los entregara, pero este se negó y le ofendió llamándole "niño". También se las arregló para enrolar a Manapa-Tarhunta del país del río Seha, pero no a Mashuiluwa de Mira.
Mursili se trasladó a Palhuissa para reunir un ejército.

La campaña está bien documentada en los anales (año dos): acabó con la rebelión kaska e invadió Arzawa y el monte Lawasa, y poco antes de llegar al río Sehiriya, vio una luz (un meteorito probablemente), que iba en dirección norte hacia Apasa. En Sallapa, Mursili unió sus fuerzas con las de su hermano Sarri-Kusuh, al que su padre había puesto en el trono de Kargamis (Karkemish), en Siria. En aquel tiempo Uhha-Ziti tenía su base en Apasa. 
En Aura, Mashuiluwas, rey de Mira, le informó de que la luz había herido a Uhha-Ziti en la rodilla y le había dejado incapacitado. El rey de Arzawa no se recuperó del todo, pero aliado con el rey de Ahhiuwa (la primera vez que los "Ahhiya" aparecen en los registros históricos con un monarca), envió a su hijo, Piyama-Kurunta, a tomar los campos de Walma del río Astarpa, y atacar a Mashuiluwa de Mira; posiblemente destruyó Impa, pero Mashuiluwa le rechazó.

Mashuiluwa regresó a Hapanuwa, y permaneció fiel aliado de los hititas. Mursili envió a Gullas y Malazitis a saquear la ciudad de Milawata (Mileto), aliada de Ahhiyawa. Con el padrea aún incapacitado para caminar, Piyama-Kurunta presentó batalla en Walma, en la región del río Astarpa, y fue derrotado. Uhha-Ziti y su hijo huyeron a unas islas y murió poco después mientras Mursili estaba asediando a la población de Attarimma, Hursanassa, y Suruda en Puranda.